# Минен трал
Минен трал е приспособление за проправяне на проходи в минни полета чрез улавяне на морски мини или обезвреждането (детониране) на противопехотни и противотанкови мини на сушата (по аналогия с риболовния трал – оръдието за лова на риба).
Според способа за използване се делят на контактни и безконтактни.
- Контактните се подразделят на тралове с резаци и тралове с детониращи заряди.
- Безконтактните се подразделят на акустически, електромагнитни и хидродинамични.

Танковите тралове се делят на:

По типа на работния орган:
- ролков минен трал[1];
- ножев минен трал (минен плуг)
- ударен минен трал

По характера на направения проход:
- Колейни минни тралове
- Трал, създаващ цял проход